# Force nouvelle pour Madagascar
Force nouvelle pour Madagascar (Hery Vaovao Hoan'i Madagasikara en malgache, le plus souvent abrégé en HVM) est un parti politique malgache créé pour soutenir le président Hery Rajaonarimampianina,,,.

## Élections de 2019
Après les élections législatives malgaches de 2019  le parti à pratiquement disparu. Seul le sénateur Rivo Rakotovao a conservé son siège.

## Accusations de corruption
Après la perte du pouvoir, le parti du président Hery Rajaonarimampianina a dû essuyer plusieurs chefs d'accusation de corruption et d'assassinat politique,,.